# 陸建燊
陸建燊（Luk Kin Sun，1984年4月16日—），生於香港，香港足球球證，是現時香港唯一一位單純以國際視像賽事執法人員身分註冊的國際足協註冊球證。

### 球證生涯
陸建燊曾於2008年因「誠信及操守問題」，遭足總裁判專責小組判罰停賽6個月，因同一事件被停賽之另一裁判員更被罰降級。 
2015年1月25日，陸建燊執法香港超級聯賽標準流浪對天行元朗一役中，誤判天行元朗中楣射門為入球，幸得助理裁判林志豪提示下改判角球。雙方因此擾攘約15分鐘，甚至有激動球迷爬上後備席廂上，最終下半場補時20分鐘。